# عقرب البحر ذو البثرات
عقرب البحر ذو البثرات (الاسم العلمي: Scorpaena notata) هي نوع من الأسماك يتبع جنس عقرب البحر من الفصيلة عقارب البحر.